# Louis Sanders
Pour les articles homonymes, voir Sanders.
Louis Sanders, pseudonyme d'Élie Robert-Nicoud, né le 3 août 1963 à Paris et mort à Limoges le 2 août 2023, est un écrivain français, spécialisé dans le roman policier et la littérature d'enfance et de jeunesse.

## Biographie
Fils de Robert et Clarisse Nicoïdski, Élie Robert-Nicoud étudie les lettres classiques au lycée Condorcet, puis l'anglais à l'université Paris IV-Sorbonne où il obtient une maîtrise. Il vit un temps à Canterbury, en Angleterre, avant de s"inscrire à l'université de St Andrews, sur la côte Est de l'Écosse, puis pendant trois ans à l'université de Cambridge, ce qui lui permet de rédiger une thèse de doctorat ès lettres sur Evelyn Waugh et la conversion au catholicisme des écrivains britanniques entre 1890 et 1945. Il en tire le sujet de sa première publication, un essai intitulé La Plaisanterie métaphysique ou l'Angleterre pervertie (1990).
Après avoir épousé une Anglaise, il revient vivre en France, s'installe dans le Périgord au début des années 1990, à Saint-Pardoux-la-Rivière et amorce une carrière de traducteur. Il travaille pour les éditions Ramsay, puis chez Payot & Rivages, où il dirige brièvement une collection de littérature étrangère, et traduit notamment Elmore Leonard, Ed McBain, Peter Corris, Eva Ibbotson et Chaïm Potok.
Sa vie en Dordogne au sein d'une communauté anglaise lui inspire le sujet de son premier roman policier, Février (1999), qu'il fait paraître en ayant recours pour la première fois au pseudonyme Louis Sanders. Il obtient le grand prix du roman noir français du festival du film de Cognac 2003 pour Passe-temps pour les âmes ignobles (2002), qui raconte les mésaventures de plusieurs Anglais habitant en Dordogne. Ceux-ci découvrent par hasard qu'un roman, mis en vente dans une librairie locale, révèle bon nombre de leurs forfaits; ils cherchent à en retrouver l'auteur, ce qui occasionne une série de morts violentes.
Louis Sanders a également publié un roman d'aventures (Les Naufrageurs, 2004) et quelques ouvrages de littérature d'enfance et de jeunesse.
Après avoir obtenu ses diplômes d'entraîneur, il ouvre à Saint-Pardoux-la-Rivière le Saint-Pardoux Boxing Club. Affaibli par une longue maladie, il meurt à Limoges le 2 août 2023, la veille de son soixantième anniversaire,.

## Œuvre

### Romans
- Février, Paris, Éditions Payot & Rivages, coll. « Rivages/Noir », 1999, 195 p.  (ISBN 2-7436-0453-0)
- Comme des hommes, Paris, Éditions Payot & Rivages, coll. « Rivages/noir », 2000, 246 p.  (ISBN 2-7436-0677-0)
- Passe-temps pour les âmes ignobles, Paris, Éditions Payot & Rivages, coll. « Rivages/noir », 2002, 187 p.  (ISBN 2-7436-1015-8) Grand prix du roman noir français du festival du film policier de Cognac 2003.
- Les Naufrageurs, Paris, Éditions Joëlle Losfeld, coll. « Littérature française », 2004, 202 p.  (ISBN 2-07-078933-0)
- Vie et mort des plantes toxiques, Paris, La Table Ronde, coll. « Les romans policiers de la Table ronde », 2007, 253 p.  (ISBN 978-2-7103-3014-1)
- La Lecture du feu, Paris, Éditions Payot & Rivages, coll. « Rivages/noir », 2010, 229 p.  (ISBN 978-2-7436-2176-6)
- La Chute de M. Fernand, Paris, Éditions du Seuil, coll. « Policiers Seuil », 2014, 228 p.  (ISBN 978-2-02-111322-8)[5],[6]
- Auprès de l'assassin, Paris, Éditions Payot & Rivages, coll. « Rivages/noir » no 1018, 2016, 200 p.

### Recueil de nouvelles
- Périgord noir, Paris, Éditions Thierry Magnier, coll. « Nouvelles », 2009, 132 p.  (ISBN 978-2-84420-757-9), en collaboration

### Ouvrages de littérature d'enfance et de jeunesse
- Taisez-vous, s’il vous plaît, Paris, Éditions Syros Jeunesse, coll. « Souris noire », 2000, 92 p.  (ISBN 2-84146-774-0)
- Monsieur Marval est mort, Paris, Éditions Syros Jeunesse, coll. « Souris noire », 2001, 90 p.  (ISBN 2-84146-945-X)
- Victime Delta, Paris, Éditions Syros, coll. « Rat noir », 2007, 107 p.  (ISBN 978-2-7485-0579-5)

### Roman (signé Élie Robert-Nicoud)
- Deux Cents noirs nus dans la cave Rivages, « Littérature francophone »

### Essais (signés Élie Robert-Nicoud)
- La Plaisanterie métaphysique ou l'Angleterre pervertie (1990)
- Scènes de boxe (2017)[7]

### Sources
- Claude Mesplède, Dictionnaire des littératures policières, vol. 2 : J - Z, Nantes, Joseph K, coll. « Temps noir », 2007, 1086 p. (ISBN 978-2-910-68645-1, OCLC 315873361), p. 715